# トゥーロフ公国
T：トゥーロフ公国　P：ピンスク公国

S：スルツク公国　K：クレツク公国

D：ドゥブロヴィツァ公国　ST：ステパニ公国

周辺の主な公国

KI：キエフ公国　V：ヴォルィーニ公国

トゥーロフ公国（ロシア語: Туровское княжество、ベラルーシ語: Тураўскае княства）は、10世紀 - 14世紀にパレーッセ地方・プリピャチ川の中流・下流（主にベラルーシ南部）に位置したキエフ・ルーシ時代の公国である。
領土の大部分はドレゴヴィチ族の定住地域であり、一部ドレヴリャーネ族の定住地域を含んでいた。公国の首都はトゥーロフにあった。トゥーロフの年代記への初出は980年の記述である。他の主要都市として、後に独立してピンスク公国の首都となるピンスクやマズィル、スルツクがあった。
トゥーロフ公国は13世紀の初めに4つに分裂した。その後ピンスク公国と共にドゥブロヴィツァ公国となり、最終的には14世紀にリトアニア大公国に組み込まれた。

## 歴史
キエフ大公ウラジーミル1世の治世期（978年-1015年）には、トゥーロフ公国の領域は完全にキエフ大公国に含まれていた。なお『原初年代記』の980年の項には、トゥーロフではトゥルィという人物が権力を有していたという記述がある（ただし、実在の人物ではないとみなす説もある）。リューリク朝出身者としては、最初のトゥーロフ公はウラジーミル1世の子のスヴャトポルクだった。次のキエフ大公・ヤロスラフ1世の治世期（1016年 - 1054年）には、ヤロスラフの子のイジャスラフがトゥーロフ公の位にあった。ヤロスラフが死ぬと、イジャスラフはキエフ大公となった（イジャスラフ1世）が、トゥーロフ公位も保持し続けた。1078年、イジャスラフが甥のオレーグらとの戦いで戦死した後、イジャスラフの子のヤロポルクが、ヴォルィーニ公国と附属地としてトゥーロフ公国とを与えられた。
1088年、ヤロポルクの死によって、兄弟のスヴャトポルクがノヴゴロドからトゥーロフに移った。1093年にスヴャトポルクがキエフ大公となった（スヴャトポルク2世）が、トゥーロフ公位の保持し続けたために、トゥーロフ公国は再びキエフ大公国の領土となった。その後、スヴャトポルク2世の子のヤロスラフが、ヴォルィーニ公と兼ねてトゥーロフを治めた後、1100年のヴィティチフ諸公会議（ウヴェティチ諸公会議）において、廃止されることが決まった。
モノマフ一門（ウラジーミル2世の一族）が政権を司っていた時期のトゥーロフ公国の状況については、断片的な史料があるのみである。史料に言及されていることは、1110年 - 1123年の間に、スヴャトポルク2世の子のブリャチスラフとイジャスラフがトゥーロフを統治していたこと、1127年に、ヴャチェスラフがトゥーロフ公としてポロツク公国へ遠征したことである。
そのヴャチェスラフの治世期の、1132年以降に、公国はトゥーロフ公国とクレツク公国の2つに分裂した。クレツク公国はスヴャトポルク2世の孫のヴャチェスラフが統治した。トゥーロフ公国はイジャスラフの子のヤロスラフの統治の後、キエフ大公ユーリー2世（ユーリー・ドルゴルーキー）が、自分の子のボリスに任せる形で、再びキエフ大公国の領土となった。
キエフ大公イジャスラフ3世の統治期（1157年 - 1161年）に、ユーリー（上記のユーリー2世ドルゴルーキーとは別人）によって統治された。1162年、公国はユーリーとの子孫たちの政権の下に、キエフ大公国から離脱した。
13世紀前半、リトアニア大公国、ガーリチ・ヴォルィニ公国と戦った。1223年にはトゥーロフ公はスモレンスク公と連合して、カルカ河畔の戦いに参加した。1250年、ガーリチ公ダニールによって一時的に占領された。14世紀にリトアニア大公ゲディミナスが、公国を自分の領地に併合した。これ以降、ゲディミナスの子孫が、リトアニア大公国旗下の公として統治した。